# Gian Giacomo Medici
Gian Giacomo Medici, I marchese di Melegnano, I marchese di Musso e I conte di Lecco, generalmente conosciuto come il  Medeghino (Milano, 25 gennaio 1495 – Milano, 8 novembre 1555), è stato un nobile e condottiero italiano.

## Biografia
Nacque a Milano nel 1495 da Bernardino Medici di Nosigia e da Cecilia Serbelloni. La data di nascita è controversa: Marcantonio Missaglia (Vita di Gio. Iacomo Medici, Marchese di Marignano) nel 1604 attesta la sua nascita nel 1495 e la morte (a sessanta anni) nel 1555; Valerio Peverelli nella tesi di dottorato propende per l'anno 1498, perché, pur ammettendo che sul monumento funebre nel Duomo di Milano compaia come data di nascita 1495, sostiene che i suoi genitori si sposarono alla fine del 1496 e segue la tesi di E. Puteano (His. Cis. p. 10) che indica come data di nascita le idi di febbraio 1498.
Era fratello di Papa Pio IV.
La famiglia dei Medici milanesi era di modeste condizioni economiche ma nobile sin dai tempi di Ottone Visconti, non è chiaro se avesse vincoli di parentela con i più cospicui Medici di Firenze; e tuttavia quando Giangiacomo verrà insignito del titolo di marchese e diverrà un noto condottiero, i Medici di Firenze cominceranno a chiamarlo parente per ovvi motivi di prestigio.
Il padre, Bernardino de' Medici risiedeva in un palazzo in contrada Nosigia a Milano ed era esattore delle imposte e prestatore di denaro, legato anche al Duca.
La madre, Cecilia, apparteneva ad un'altra famiglia che non poteva dirsi compiutamente nobile, ma che non praticava professioni infamanti (a differenza del padre), e conduceva vita da privati gentiluomini. Il padre di Cecilia in particolare era giureconsulto, discendente di una famiglia di notai. Oltre a Gian Giacomo, la coppia ebbe altri tre figli: il primo, Giovanni Angelo, divenne poi papa Pio IV; la seconda, Margherita, contrasse matrimonio con il Conte Giberto II Borromeo e fu madre di Carlo Borromeo, Cardinale, Arcivescovo di Milano, Santo per la Chiesa cattolica; la terza, Clara, sposò il nobile  austriaco Wolf Dietrich von Ems zu Hohenems reclutatore e comandante di lanzichenecchi, e fu madre di Jacob Hannibal, condottiero e mercenario e di Mark Sittich, anch'esso Cardinale.
Dopo il 1515, con l'ennesimo ritorno dei francesi nel ducato di Milano, Bernardino de' Medici, molto compromesso con il Duca, e pesantemente indebitato (aveva anticipato al Duca il denaro come appaltatore delle imposte) veniva incarcerato da Francesco I; morì pochi giorni dopo la sua liberazione, senza essere riuscito ad estinguere i debiti della famiglia.
Fu soprannominato Medeghino, ossia "piccolo Medici", per la sua bassa statura, l'appellativo passò alla storia e fu utilizzato anche da lui stesso in alcune firme.

### Le prime imprese
Il Medeghino si distinse fin da ragazzo per il carattere turbolento, collerico e vendicativo. Subì il bando ad appena sedici anni per avere ucciso un altro giovane, Paolo Pagnano, con cui aveva avuto una lite e fu costretto a rifugiarsi nei dintorni del Lago di Como, nel castello di Musso, che diventò la base di molte sue imprese.
Questo bando avvenne durante il dominio di Luigi XII sul Ducato di Milano; il Medeghino era cresciuto in una famiglia che, anche se non altamente aristocratica, era legata agli Sforza e ai Morone, nemici dei francesi. Possiamo supporre che il Medeghino approfittò del bando per legarsi ai partigiani ghibellini, che in quegli anni imperversavano nel Ducato di Milano, attaccando con atti banditeschi i francesi e i loro sostenitori guelfi. Tra i capi di parte ghibellina cui si legò possiamo ricordare il clan dei de' Matti (nativo delle tre pievi superiori del lago di Como, molti membri della famiglia furono anche connestabili di fanteria) e al capo parte Francesco Morone, di cui fu per un breve periodo luogotenente.
Si mise in luce fin dall'inizio in ambito locale inserendosi, anche a seguito di alcune fortunate circostanze, in un gioco politico più ampio, europeo, passando al servizio dell'imperatore Carlo V. Per questi compì imprese belliche memorabili e fortunate che lo proiettarono tra i grandi comandanti rinascimentali, circondato sempre di un'aura di ferocia e crudeltà che, più che strumentale, era connaturata alla sua personalità.
Il Medeghino aveva fatto del lago di Como la base della sua attività, vissuta e definita dai contemporanei come piratesca, e fu qui che reincontrò Girolamo Morone, cancelliere sforzesco.
Costui era già stato amico della famiglia de' Medici di Nosigia, anche perché negli anni immediatamente precedenti alle guerre d'Italia i de' Medici e i Morone erano stati vicini di casa.
Il Morone lo coinvolse nel nuovo tentativo fatto dagli Sforza per recuperare il ducato di Milano dal controllo francese. Da bandito-partigiano divenne guerriero, legandosi a quello che sarebbe divenuto il nuovo duca di Milano, Francesco II Sforza, imposto dall'imperatore Carlo V.
Nel 1522 partecipò (come subordinato) al forzamento dell'Adda e forse anche alla battaglia della Bicocca; inoltre contribuì alle campagne di pacificazione contro i guelfi e i francesi che occupavano ancora i paesi di Torno e Lecco.
Divenne una delle principali guardie del corpo di Girolamo Morone, nuovo uomo forte del Ducato e potentissimo primo ministro.
Fu forse su suo ordine che, nel luglio del 1523, uccise Ettore Visconti, grande rivale politico del Morone stesso, uomo che aveva alternativamente appoggiato sia i francesi che gli Sforza, ed importante capo parte. Ettore Visconti era un membro, sia pure collaterale, del casato ducale, un capo parte prestigioso, la cui uccisione necessitava di un capro espiatorio.
Per tale motivo il Medeghino, assieme a due complici (parimenti dell'entourage del Morone) fu bandito da Milano.
Lui si rifugiò nelle tre pievi (un territorio del lago di Como che all'epoca faceva parte dei domini delle tre leghe grigie), mentre i suoi complici furono catturati, ed almeno uno di loro fu impiccato.

### La congiura
Già nel Cinquecento si diffuse la leggenda, su come Morone avesse voluto sbarazzarsi del Medeghino, perché dopo l'omicidio di Ettore Visconti sapeva troppo. Secondo questa leggenda il duca e Morone ordirono contro di lui una vera e propria congiura. Il Medeghino, subito dopo l'omicidio di Ettore Visconti, sarebbe stato inviato al castello di Musso, all'epoca confine tra il ducato di Milano e le Tre Leghe grigioni, per diventarne castellano e rimanere lontano da Milano fino a quando le acque non si fossero calmate.
Giacomo Morone stesso avrebbe portato al castellano la lettera con i contrassegni segreti per poterlo sostituire, accompagnata però da un messaggio sigillato in cui si ordinava la sua uccisione. Il Medeghino avrebbe intuito la trappola, letto il messaggio senza romperne il sigillo e, consultatosi con il fratello Giovan Angelo, il futuro papa Pio IV, lo sostituì con l'ordine di cedergli senza indugio il castello.

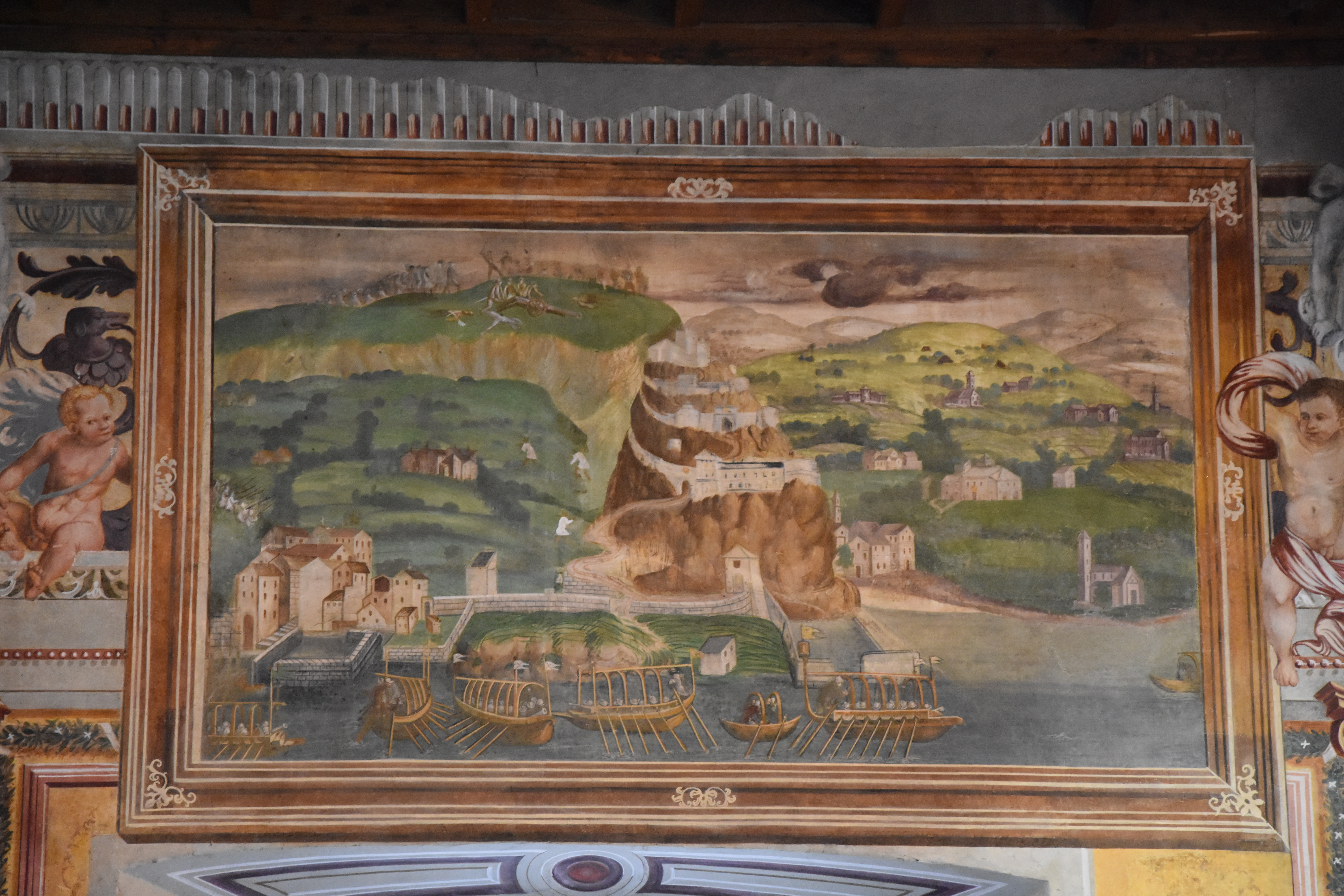
Il castello di Musso affrescato nella Sala delle Battaglie del Castello di Melegnano.

In realtà non è ancora chiaro come il Medeghino, all'epoca ricercato in tutto il ducato di Milano, sia riuscito a diventare castellano di Musso. Si noti tra l'altro che il castello di Musso era una delle migliori fortificazioni del Ducato, recentemente ristrutturata e potenziata da Gian Giacomo Trivulzio, già maresciallo di Francia.
Nel 1523 il castello era occupato da mercenari spagnoli e tedeschi che però non ricevevano un soldo molto regolare, non è impensabile che il Medeghino, ottenuti dei prestiti tra gli amici e gli ex banditi lariani, abbia comprato la guarnigione in un momento in cui mancava il castellano legittimo.
Il castello di Musso divenne una sorta di centro extraterritoriale in cui si riunì una banda che comprendeva oltre al fratello Giovanni Battista i venturieri Niccolò Pelliccione (già capitano e condottiere agli ordini del Duca), Gasparino da Malgrate numerosi gentiluomini ghibellini di Como e del Lario, fuoriusciti ghibellini della Valtellina (tra cui alcuni membri della famiglia da' Ponte), mercenari senza più soldo, briganti e banditi.
Questa accozzaglia di reduci delle guerre di fazione, che avevano insanguinato il Lario a fasi alterne dal 1499, si mantenne con azioni piratesche, estorsioni, rapine, rapimenti, furti, ma anche imponendo tasse e pedaggi.
Fra i tanti episodi delittuosi commessi è ricordato, per la particolare efferatezza, il sequestro a Cava di Val San Martino di Stefano da Birago, un ricco possidente guelfo, che tenne e seviziò, testiculis in vinculis, finché non pagò un riscatto di 1.600 scudi.
Musso, di fatto, divenne una piccola signoria banditesca che si estendeva sulla parte centro settentrionale del lago di Como.

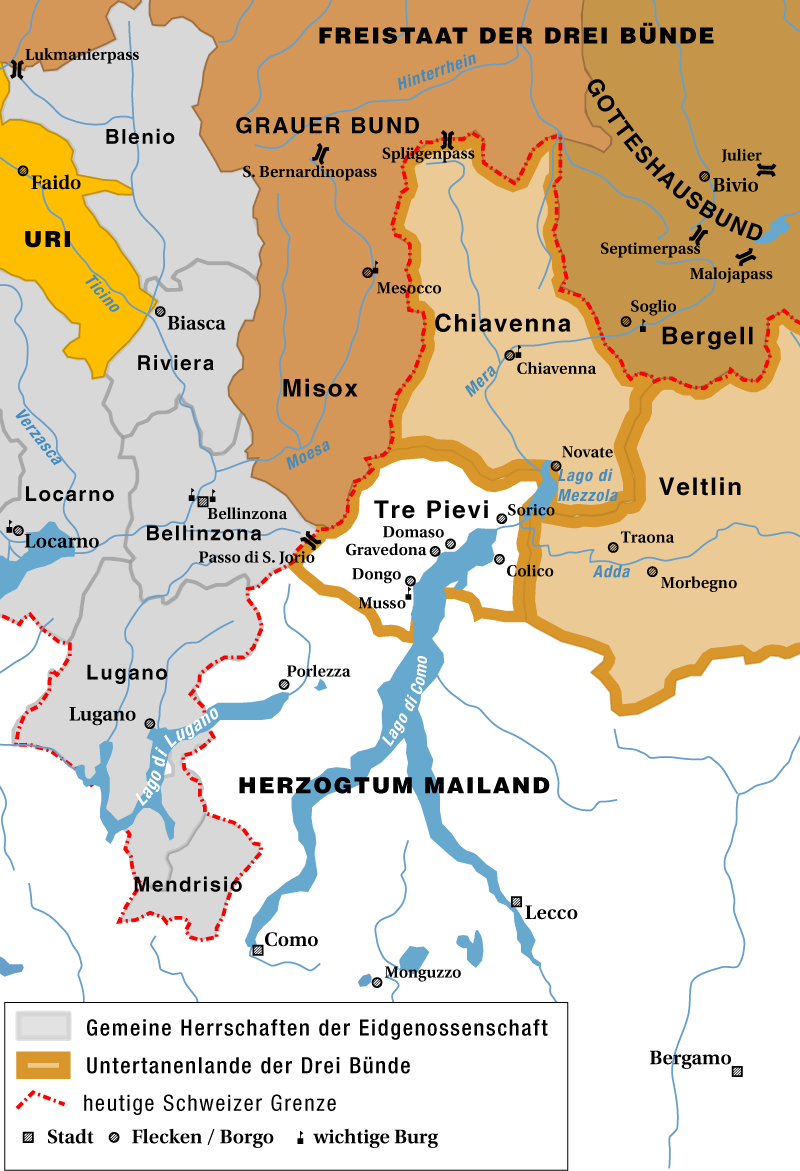
Il teatro delle guerre di Musso

Tra il 1524 e il 1525 il Ducato di Milano fu nuovamente in guerra con la Francia, alleati dei francesi erano gli svizzeri e i grigioni. Contro questi ultimi il Medeghino iniziò una spietata guerra di confine; conquistando con l'inganno, e mantenendo per un certo periodo, la rocca di Chiavenna.
Inoltre i parenti di Ettore Visconti furono coinvolti in una congiura per assassinare il Duca e riconsegnare il Ducato ai francesi; elemento che rendeva in qualche modo l'assassinio di Ettore meno grave agli occhi della corte.
Gli avvenimenti che si susseguirono lo riconciliarono con lo Sforza, che finalmente gli confermò il titolo di castellano di Musso, gli attribuì le entrate e il controllo sulla zona di Porlezza e la Valsassina, oltre al controllo di Chiavenna qualora l'avesse definitivamente sottratta ai Grigioni.
La guerriglia che il Medeghino praticava contro le tre leghe grigie e i loro alleati svizzeri ebbe sproporzionate e fortunate conseguenze strategiche. Infatti i grigioni, per difendere la Valtellina, decisero di ritirare le loro forze dall'assedio di Pavia, dove poco dopo il Re di Francia Francesco I veniva attaccato, sconfitto e catturato dalle forze imperiali (e dai deboli contingenti ad esse alleate, tra cui proprio i pochi soldati di Francesco II Sforza).
Poco dopo, mentre il Medeghino contravvenendo agli ordini dello Sforza, tratteneva prigionieri alcuni ambasciatori grigioni, Girolamo Morone veniva accusato dalle forze imperiali di tradimento e intesa con i francesi, e veniva incarcerato.
Il duca professava la sua innocenza, e come segno di buona volontà ordinava a tutti i castellani sforzeschi di cedere le loro fortezze agli spagnoli, comandati da Antonio de Leyva al servizio di Carlo V.
Mentre il duca si rinchiudeva nel Castello sforzesco, timoroso di essere arrestato dall'imperatore, tutti i castellani obbedirono al suo ordine, eccetto il Medeghino, che anzi allargava il territorio sotto il suo controllo ed iniziava a molestare gli spagnoli, con agguati, imboscate, inganni e tutte le più aggiornate tattiche della guerriglia rinascimentale.

### Conte di Lecco e Marchese di Musso
La tecnica militare del Medeghino, che conosceva a perfezione il territorio, era fatta di attacchi a sorpresa, di imboscate e repentine ritirate, una specie di guerriglia ante litteram contro cui il de Leyva non poté nulla. Il Medeghino era però anche in grado, all'occorrenza, di radunare un grosso esercito, basato tanto su mercenari quanto su uomini a lui fedeli e reclutati nelle zone sotto il suo controllo. Questo esercito si scontrò con gli imperiali nella battaglia di Carate (in cui furono coinvolti circa 4000 uomini per parte), dove fu sconfitto, ed assediò per quasi un anno la città di Lecco.
Da pochi anni i cantoni svizzeri, approfittando della guerra in corso tra imperiali e francesi per la conquista del Milanese, avevano occupato le terre lombarde dell'attuale Canton Ticino e le Tre Leghe Grigie si erano impadronite di Bormio, Valtellina, Valchiavenna e dell'Alto Lario (Repubblica delle tre Pievi). Molto probabilmente Gian Giacomo Medici, sul loro esempio, cominciò a pensare di impadronirsi della zona del Lario, data la estrema debolezza del duca Francesco II Sforza, l'ultimo della dinastia. Fino al 1528 furono anni di attività bellica frenetica contro gli imperiali; nel 1525 occupò le Tre Pievi, Dongo, Gravedona e Sorico; successivamente nel tentativo di conquistare la Valtellina occupò Delebio e Morbegno causando l'intervento dei Grigioni, che assediarono e conquistarono il castello di Chiavenna.
Ottenne per metà degli ambasciatori prigionieri grigionesi (cui si è accennato in precedenza) in sua mano un riscatto di 11.000 ducati di cui la metà subito; rinforzò Tre Pievi, il castello di Olonio e quello di Musso. Queste vicende belliche vennero chiamate guerre di Musso.
Nel 1526, per conto di Venezia e del Papato contro l'impero, arruolò mercenari svizzeri facendosi pagare 6.000 ducati oltre il saldo del riscatto dei prigionieri grigionesi liberati, ma entrò in contrasto con i suoi committenti per pagamenti pretesi avanzando richieste sempre più esose, finché raggiunse un compromesso molto favorevole che prevedeva il pagamento di 5.000 ducati.

Continuava, intanto, la sua guerriglia contro il de Leyva. Questa fu una guerriglia che il de Leyva non riuscì a vincere e lo costrinse, anzi, a risolvere con un accordo ciò che non era riuscito a fare con le armi: assoldò il Medeghino, che uscì da questa vicenda moralmente vittorioso, oltre che arricchito e con un carisma enormemente aumentato.

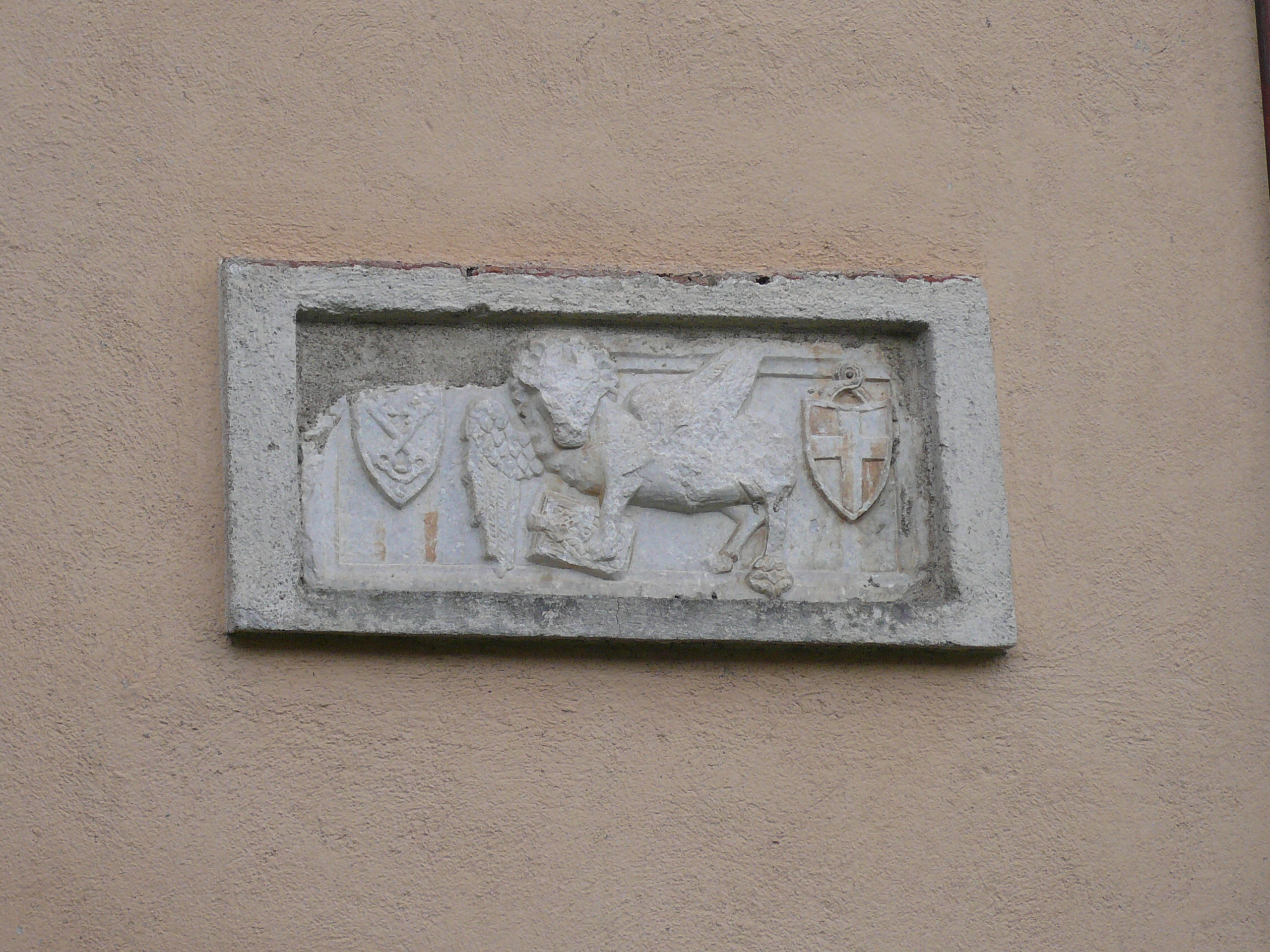
Altorilievo simbolo dell'alleanza di Gian Giacomo de Medici signore della Valsolda (1528-31) con la repubblica di Venezia.

In cambio del suo passaggio al campo imperiale, abbandonando lo Sforza, con il Trattato di Pioltello (1528) gli fu concesso il titolo di conte di Lecco e marchese di Musso, oltre al dominio sull'alto lago di Como. Si trattava di un feudo imperiale, direttamente soggetto all'Impero e, quindi, di un vero e proprio Stato indipendente.

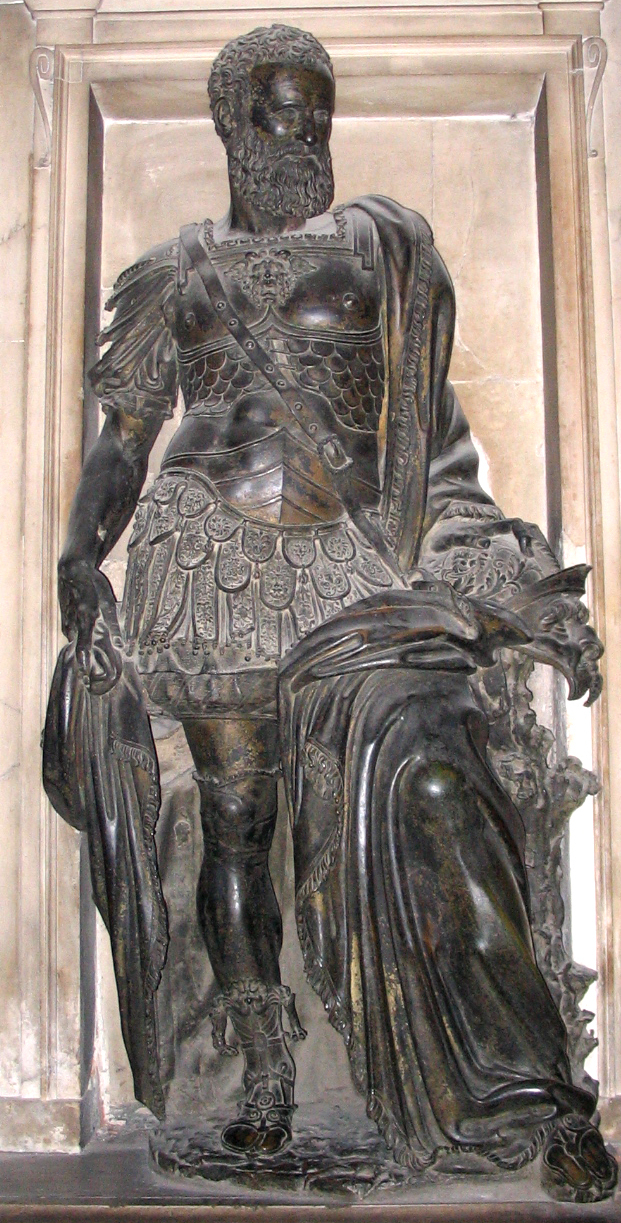
Ritratto, dal monumento funebre

### Marchese di Marignano
Questa nuova veste di capitano di ventura e di alleato dell'Impero costituì la sua legittimazione, non più avventuriero bensì militare regolarmente assoldato, che non gli impedì però di continuare la sua consueta attività di razziatore, questa volta a danno dello Sforza e delle Leghe Grigie, padrone della Valtellina, con il fine ultimo di ingrandire il suo nuovo Stato.
Presto comunque, giunsero nuove condizioni politiche e capovolgimenti di alleanze che portarono ad un riavvicinamento dello Sforza a Carlo V con la conseguenza di lasciare isolato il Medeghino.
Iniziò così un'aspra guerra che il Medeghino condusse da solo contro le preponderanti forze alleate. Nonostante le numerose vittorie navali e terrestri alla fine le forze del Medeghino si trovarono assediate a Lecco ed a Musso.
Gli Svizzeri, dopo tante sconfitte, volevano ad ogni costo la pace.
Il fratello Giovanni Angelo Medici, futuro papa Pio IV, trattava intanto la pace che fu raggiunta il 1º marzo 1532: il Medeghino rinunciava a Lecco ed a Musso per 35.000 scudi (o zecchini), gli si conferiva il marchesato di Marignano e si concedeva l'amnistia a tutti i suoi seguaci.
Il Medeghino era ormai ricchissimo e potente, odiato e invidiato allo stesso tempo, e cercava di riscattare un passato da bandito con imprese militari coraggiose, a volte azzardate, sempre feroci ma anche mirabili sul piano tecnico.
Mantenne sempre il favore di Carlo V anche in situazioni difficili, come quando si congiurò contro di lui nel suo stesso campo.
Si distinse a Gand, in Ungheria, a Praga, acquistando fama e sempre maggiore ricchezza, ponendosi tra i grandi del momento. Le sue azioni militari furono sempre caratterizzate da audacia, sprezzo del pericolo e temerarietà, come anche da caparbietà e una certa connaturata ferocia, come avrebbe dimostrato più tardi nella battaglia di Scannagallo contro Siena.

### Il matrimonio
Nel 1545 per l'intervento del papa Paolo III oltre che del fratello Giovanni Angelo, futuro papa, sposò Marzia Orsini, vedova di Livio Attilio di Alviano, signore di Pordenone, e figlia di Ludovico Orsini conte di Pitigliano. Fu un matrimonio sfarzoso come si conveniva ad un grande, ormai dimentico delle ristrettezze economiche familiari in cui aveva trascorso la fanciullezza. Celebrato presso il Castello di Frascarolo, il matrimonio testimoniava lo status raggiunto dal condottiero, immettendolo a pieno titolo tra i ranghi dell'alta aristocrazia italiana. Quello del Medeghino, come Gian Giacomo Medici continuava ad essere comunemente chiamato, fu un riscatto sociale inesorabilmente perseguito e conquistato, sublimato poi il 24 dicembre 1559 con l'elevazione del fratello Giovanni Angelo al soglio pontificio con il nome di Pio IV.
Il Medeghino rimase vedovo nel 1548.

### Le campagne militari imperiali
La sua attività militare non si fermò con il matrimonio, che rimase una breve parentesi, ma continuò e sempre al servizio di Carlo V.
Nel 1546 era in Germania con Carlo V contro i protestanti al comando del langravio Filippo I d'Assia e di Gian Federico duca di Sassonia.
A Ratisbona soccorse e salvò l'imperatore con un'azione rapida ed eroica che aumentò il favore imperiale nei suoi confronti e per questo fu premiato con il titolo di viceré di Boemia.
Nel 1547 a Praga colpì e risolse un ammutinamento di soldati tedeschi con punizioni esemplari.
Nel 1551  si distinse in Emilia, sotto il comando di Ferrante I Gonzaga contro Orazio Farnese, e nel 1552 in Piemonte contro i francesi.
Nel 1553 sostituì nel comando generale Ferrante I Gonzaga, destituito dal Carlo V.

### Scannagallo
Si distinse nella campagna militare contro Siena per capacità tecnica e determinazione ma anche per brutalità e spietatezza. I protagonisti di questa campagna erano, da una parte, Piero Strozzi, capitano fiorentino fuoruscito, aiutato da truppe francesi in difesa di Siena, e dall'altra il Medeghino al comando delle truppe imperiali di Carlo V, che per il tramite di Cosimo I de' Medici voleva il controllo di Siena per la sua posizione strategica nell'Italia centrale. La partita era impari: Siena infatti, reduce dai successi diplomatici di Pandolfo Petrucci, non aveva trovato alla sua morte, 21 maggio 1512, altri moderatori altrettanto abili che ne potessero salvare l'autonomia e la libertà. Aveva inoltre, spinta dall'antica rivalità con Firenze, prestato ogni aiuto durante l'Assedio di Firenze a quello stesso esercito imperiale che ora la soffocava. Rimase, così, come vaso di coccio tra vasi di ferro, destinata a soccombere di fronte alle nuove potenze europee, in un destino comune a tutti gli altri stati regionali che nulla poterono e nulla avrebbero potuto contro le nuove realtà politiche, stati nazionali ed impero, che si avventarono sull'Italia per spartirsene le spoglie.

A Siena il Medeghino 
(C. Rendina, I capitani di ventura)
 La pose sotto assedio cercando di isolarla e per questo, oltre a seminare il terrore devastando la campagna circostante facendone terra bruciata, impiccò tutti coloro che dall'esterno tentavano di aiutare gli assediati senza distinguere contadini da guerrieri. In questa impresa diede prova di particolare crudeltà e ferocia arrivando ad uccidere personalmente, con un'accetta che usava a mo' di bastone per sostenersi, i malcapitati che cadevano nelle sue mani.

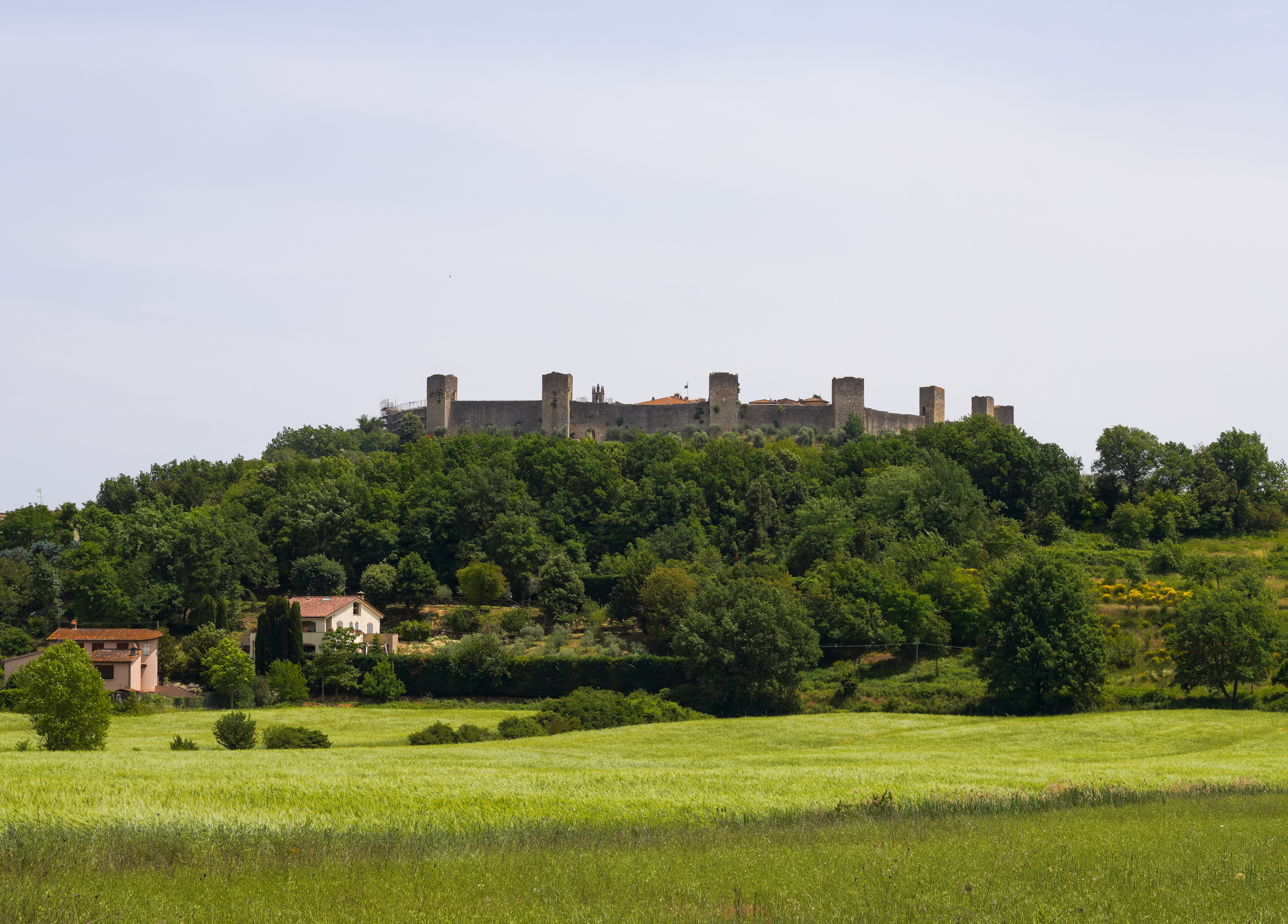
Monteriggioni

Nei primi mesi del 1554 occupò diversi castellari e villaggi del circondario di Siena, come Asinalunga, Castellina in Chianti, Torrita di Siena, impiccando decine di difensori fra quelli che si erano distinti maggiormente, ad esempio e monito per i resistenti dei paesi vicini: un fiorire di forche. Occupò con un espediente Monteriggioni ingannandone il capitano difensore, Giovanni Zeti, altri dissero corrompendolo.
L'episodio conclusivo di questa campagna, dopo una serie sanguinosa di scaramucce, avvenne il 2 agosto 1554 al vallone di Scannagallo presso Lucignano. Ai bordi del vallone erano schierati per Siena, al comando dello Strozzi, soldati italiani, senesi e francesi rafforzati da mercenari tedeschi e grigionesi per un totale di circa 15.000 uomini compresi 1.200 cavalieri; dall'altra parte, variamente disposte, le truppe del Medeghino in numero equivalente, formate prevalentemente da tedeschi, spagnoli e italiani. Lo scontro violentissimo durò soltanto due ore e si risolse in maniera disastrosa per le truppe senesi, anche per il tradimento di un alfiere francese che, corrotto con una ingente quantità di monete d'oro, si diede platealmente alla fuga gettando nella confusione e nello sgomento i propri. Rimasero sul terreno oltre 4000 morti da parte senese contro i 200 di quella imperiale: lo stesso Strozzi ferito ad un ginocchio da un'archibugiata dovette ritirarsi per non essere catturato. Un gran numero di prigionieri, carriaggi e armi fu inviato a Firenze. Il Medeghino completò la vittoria con la conquista di alcuni castelli circostanti, quindi pose Siena sotto un più stretto assedio attuando una sanguinaria repressione per chi cercava di aiutare gli assediati e nel gennaio del 1555 bombardò la città con le proprie bocche da fuoco.
Il 17 aprile 1555 Siena cadde definitivamente, passando sotto il dominio di Cosimo de' Medici e nella sfera d'influenza di Carlo V.

### L'epilogo

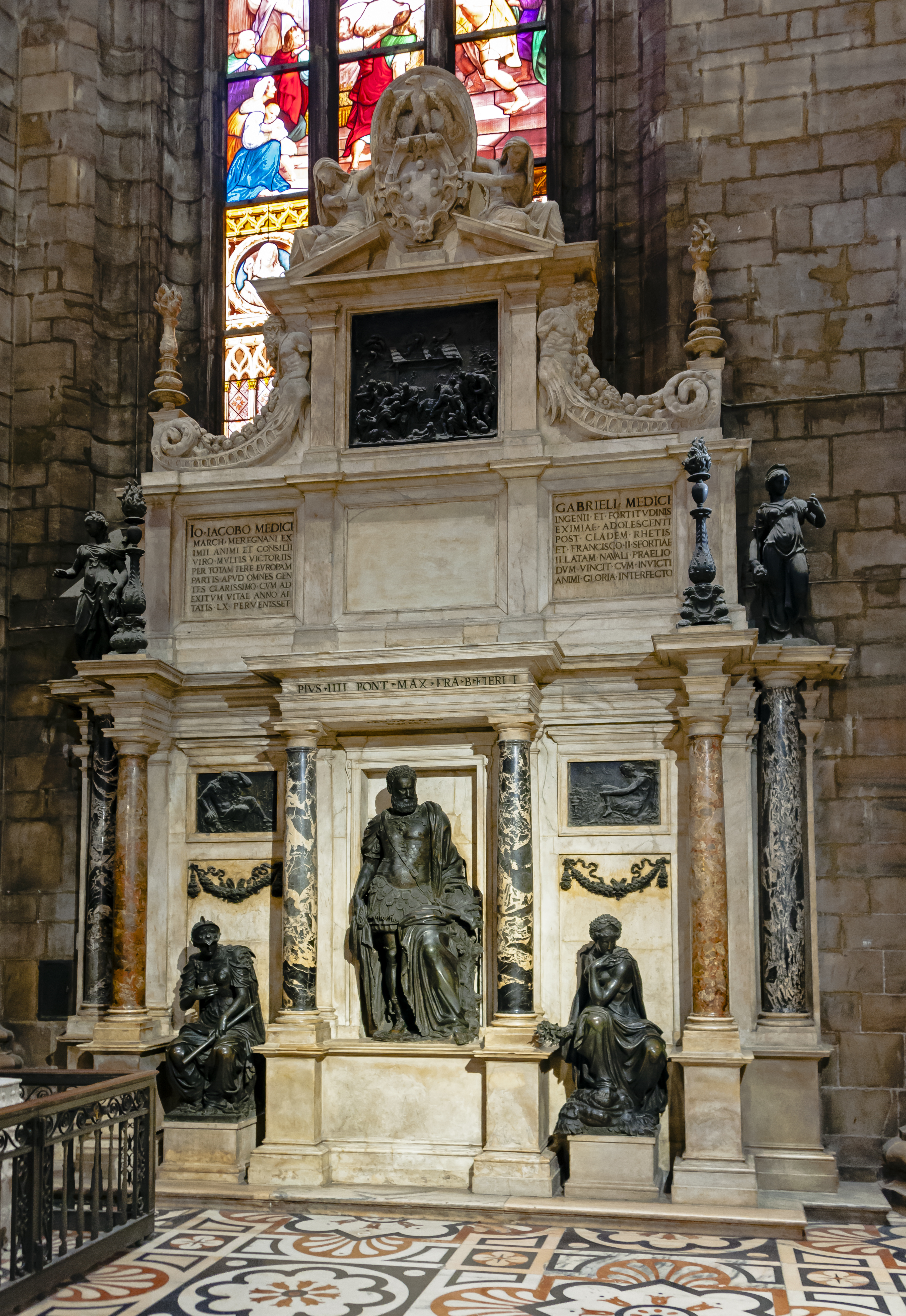
Il monumento funebre

La campagna militare di Siena fu la sua ultima importante impresa che, per quanto orrore frammisto ad ammirazione suscitasse presso i contemporanei, contribuì ad aumentarne la fama e la ricchezza. Il Medeghino non riuscì tuttavia a coglierne i frutti: l'8 novembre 1555 morì improvvisamente nel suo palazzo di Milano, forse avvelenato.
Il suo feretro riposa nella cappella dell'Assunta e San Giacomo del duomo di Milano in un grandioso monumento marmoreo di Leone Leoni, costruito nel 1563 su disegno di Michelangelo Buonarroti, voluto dal fratello Giovanni Angelo, papa Pio IV.